# 에덴 알레네
에덴 알레네(히브리어: עדן אלנה, 암하라어: ኤደን አለነ, 2000년 5월 7일 ~ )는 이스라엘의 가수이다. 2021 유로비전 송 콘테스트 이스라엘 대표 참가자이다.

## 음반 목록
- HaShir HaBa L'Eurovizion (2020)